# Jack King (ciclista)
Jack King (6 de setembro de 1897 - 23 de agosto de 1983) foi um ciclista australiano. Ele representou a Austrália nos Jogos Olímpicos de Verão de 1920, em Antuérpia, competindo em duas modalidades diferentes.